# Conopias
Conopias är ett fågelsläkte i familjen tyranner inom ordningen tättingar. Släktet omfattar fyra arter med utbredning från östra Honduras till nordöstra Argentina:
- Vitnackad tyrann (C. albovittatus)
- Gulstrupig tyrann (C. parvus)
- Trestrimmig tyrann (C. trivirgatus)
- Citronbrynad tyrann (C. cinchoneti)